# Platanthera heyneana
Platanthera heyneana är en orkidéart som beskrevs av John Lindley. Platanthera heyneana ingår i släktet nattvioler, och familjen orkidéer. Inga underarter finns listade i Catalogue of Life.